# Nicolae Cambrea

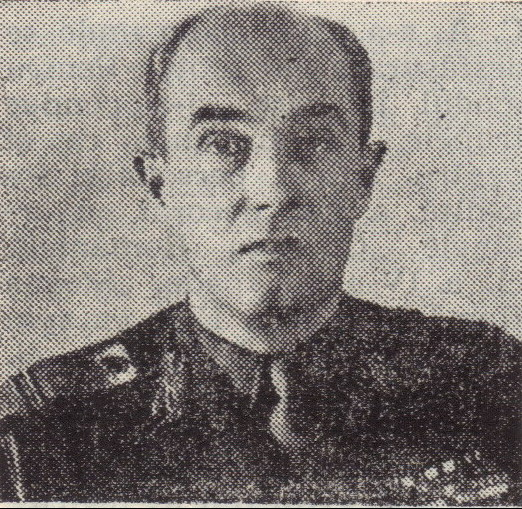
Nicolae Cambrea, vor 1952

Nicolae Cambrea (* 5. April 1899 in Târgu Jiu; † 5. Februar 1976 in Bukarest) war ein rumänischer General und Politiker, der während des Zweiten Weltkriegs als Kommandeur der Divizia Tudor Vladimirescu bekannt wurde. Aufgrund seiner Zusammenarbeit mit der Roten Armee erhielt er den Spitznamen „roter General“. Nach dem Krieg war er eine prominente Figur im kommunistischen Rumänien.

## Leben
Nicolae Cambreas Vater war Polizeichef in Târgu Jiu, starb jedoch 1916 während der deutschen Besatzung im Ersten Weltkrieg. Nach dem Tod seines Vaters trat Cambrea freiwillig in die rumänische Armee ein und begann seine militärische Laufbahn. Nach dem Krieg blieb er im Militär und stieg kontinuierlich in den Rängen auf. Im Jahr 1939 veröffentlichte er das Buch Mareșalul Pilsudski: omul de stat și comandantul suprem al forțelor poloneze în războiul polono-rus din anul 1920, in dem er vor der kommunistischen Bedrohung Europas warnte. 1966 veröffentlichte Cambrea seine Memoiren unter dem Titel Din amintirile unui ostaș („Aus den Erinnerungen eines Soldaten“), in denen er seine persönliche Sicht auf die entscheidenden Ereignisse seiner Zeit darlegte. Nicolae Cambreas Zusammenarbeit mit den Sowjets und seine Liebesbeziehung mit Ana Pauker machte ihn zu einer umstrittenen Figur. Nicolae Cambrea starb am 5. Februar 1976 in Bukarest im Alter von 76 Jahren.

## Militärkarriere

### Antisowjetische Front und Kriegsgefangenschaft
Während des Zweiten Weltkriegs diente Cambrea als Stabschef der 5. Infanteriedivision unter General Nicolae Mazarini. Er kämpfte an der Ostfront gegen die Sowjetunion und geriet am 22. November 1942 beim Angriff auf Stalingrad nahe Serafimowitsch in sowjetische Kriegsgefangenschaft. Er wurde im Lager Susdal interniert.

### Kommandeur der Divizia Tudor Vladimirescu
Während seiner Gefangenschaft wurde Cambrea von den Sowjets freigelassen und übernahm am 15. November 1943 das Kommando über die Divizia Tudor Vladimirescu. Diese Einheit bestand aus rumänischen Kriegsgefangenen, die sich freiwillig zur Zusammenarbeit mit der Roten Armee bereit erklärten. Die Division wurde nach Tudor Vladimirescu benannt, einem Führer des walachischen Aufstands von 1821, und war nach sowjetischem Vorbild organisiert. Die Division marschierte am 29. August 1944 in Bukarest ein, nachdem Rumänien die Achsenmächte verlassen hatte und gegen deutsche Truppen kämpfte. Sie nahm an den Kämpfen in Transsilvanien, Ungarn und der Tschechoslowakei teil und spielte eine Schlüsselrolle bei der sowjetischen Debrecener Operation im Oktober 1944.

### Nachkriegszeit
Von 1945 bis 1947 war Cambrea stellvertretender Generalstabschef der rumänischen Armee und übernahm anschließend 1949 das Kommando über den Militärbezirk III mit Sitz in Cluj. Zwischen 1964 und 1972 war er Vizepräsident des Verwaltungsrats der Casa de Economii și Consemnațiuni. Er spielte eine bedeutende Rolle bei den gefälschten Parlamentswahlen von 1946, bei denen die Kommunisten die Macht übernahmen. Trotz seiner politischen Loyalität gegenüber dem neuen Regime geriet er in den 1950er Jahren ins Visier der Behörden, als er aufgrund angeblicher Verbindungen zur königlichen Familie und ausländischen Botschaften untersucht wurde. Dank der Intervention durch Rodion Jakowlewitsch Malinowski konnte er jedoch einer schwereren Strafe entkommen.

## Auszeichnungen
- Militärorden Michael der Tapfere, Klasse III mit Schwertern (1946)
- Stern von Rumänien im Rang eines Ritters (1940)
- Orden 23. August 1944 (1959), Klasse II (1964)
- Medaille der Arbeit, Klasse III (1957)
- Goldene Medaille „Sichel und Hammer“ (1971)